# 1988年の日本
1988年の日本（1988ねんのにっぽん）では、1988年（昭和63年）の日本の出来事・流行・世相などについてまとめる。

## 他の紀年法
日本では、西暦の他にも以下の紀年法を使用している。なお、以下の紀年法は西暦と月日が一致している。
- 元号
  - 昭和63年
- 神武天皇即位紀元
  - 皇紀2648年
- 干支
  - 戊辰（つちのえ たつ）

## カレンダー
| 1月 |    |    |    |    |    |    |
| 日  | 月 | 火 | 水 | 木 | 金 | 土 |
|     |    |    |    |    | 1  | 2  |
| 3   | 4  | 5  | 6  | 7  | 8  | 9  |
| 10  | 11 | 12 | 13 | 14 | 15 | 16 |
| 17  | 18 | 19 | 20 | 21 | 22 | 23 |
| 24  | 25 | 26 | 27 | 28 | 29 | 30 |
| 31  |    |    |    |    |    |    |
|     |    |    |    |    |    |    |

| 2月 |    |    |    |    |    |    |
| 日  | 月 | 火 | 水 | 木 | 金 | 土 |
|     | 1  | 2  | 3  | 4  | 5  | 6  |
| 7   | 8  | 9  | 10 | 11 | 12 | 13 |
| 14  | 15 | 16 | 17 | 18 | 19 | 20 |
| 21  | 22 | 23 | 24 | 25 | 26 | 27 |
| 28  | 29 |    |    |    |    |    |
|     |    |    |    |    |    |    |

| 3月 |    |    |    |    |    |    |
| 日  | 月 | 火 | 水 | 木 | 金 | 土 |
|     |    | 1  | 2  | 3  | 4  | 5  |
| 6   | 7  | 8  | 9  | 10 | 11 | 12 |
| 13  | 14 | 15 | 16 | 17 | 18 | 19 |
| 20  | 21 | 22 | 23 | 24 | 25 | 26 |
| 27  | 28 | 29 | 30 | 31 |    |    |
|     |    |    |    |    |    |    |

| 4月 |    |    |    |    |    |    |
| 日  | 月 | 火 | 水 | 木 | 金 | 土 |
|     |    |    |    |    | 1  | 2  |
| 3   | 4  | 5  | 6  | 7  | 8  | 9  |
| 10  | 11 | 12 | 13 | 14 | 15 | 16 |
| 17  | 18 | 19 | 20 | 21 | 22 | 23 |
| 24  | 25 | 26 | 27 | 28 | 29 | 30 |
|     |    |    |    |    |    |    |

| 5月 |    |    |    |    |    |    |
| 日  | 月 | 火 | 水 | 木 | 金 | 土 |
| 1   | 2  | 3  | 4  | 5  | 6  | 7  |
| 8   | 9  | 10 | 11 | 12 | 13 | 14 |
| 15  | 16 | 17 | 18 | 19 | 20 | 21 |
| 22  | 23 | 24 | 25 | 26 | 27 | 28 |
| 29  | 30 | 31 |    |    |    |    |
|     |    |    |    |    |    |    |

| 6月 |    |    |    |    |    |    |
| 日  | 月 | 火 | 水 | 木 | 金 | 土 |
|     |    |    | 1  | 2  | 3  | 4  |
| 5   | 6  | 7  | 8  | 9  | 10 | 11 |
| 12  | 13 | 14 | 15 | 16 | 17 | 18 |
| 19  | 20 | 21 | 22 | 23 | 24 | 25 |
| 26  | 27 | 28 | 29 | 30 |    |    |
|     |    |    |    |    |    |    |

| 7月 |    |    |    |    |    |    |
| 日  | 月 | 火 | 水 | 木 | 金 | 土 |
|     |    |    |    |    | 1  | 2  |
| 3   | 4  | 5  | 6  | 7  | 8  | 9  |
| 10  | 11 | 12 | 13 | 14 | 15 | 16 |
| 17  | 18 | 19 | 20 | 21 | 22 | 23 |
| 24  | 25 | 26 | 27 | 28 | 29 | 30 |
| 31  |    |    |    |    |    |    |
|     |    |    |    |    |    |    |

| 8月 |    |    |    |    |    |    |
| 日  | 月 | 火 | 水 | 木 | 金 | 土 |
|     | 1  | 2  | 3  | 4  | 5  | 6  |
| 7   | 8  | 9  | 10 | 11 | 12 | 13 |
| 14  | 15 | 16 | 17 | 18 | 19 | 20 |
| 21  | 22 | 23 | 24 | 25 | 26 | 27 |
| 28  | 29 | 30 | 31 |    |    |    |
|     |    |    |    |    |    |    |

| 9月 |    |    |    |    |    |    |
| 日  | 月 | 火 | 水 | 木 | 金 | 土 |
|     |    |    |    | 1  | 2  | 3  |
| 4   | 5  | 6  | 7  | 8  | 9  | 10 |
| 11  | 12 | 13 | 14 | 15 | 16 | 17 |
| 18  | 19 | 20 | 21 | 22 | 23 | 24 |
| 25  | 26 | 27 | 28 | 29 | 30 |    |
|     |    |    |    |    |    |    |

| 10月 |    |    |    |    |    |    |
| 日   | 月 | 火 | 水 | 木 | 金 | 土 |
|      |    |    |    |    |    | 1  |
| 2    | 3  | 4  | 5  | 6  | 7  | 8  |
| 9    | 10 | 11 | 12 | 13 | 14 | 15 |
| 16   | 17 | 18 | 19 | 20 | 21 | 22 |
| 23   | 24 | 25 | 26 | 27 | 28 | 29 |
| 30   | 31 |    |    |    |    |    |
|      |    |    |    |    |    |    |

| 11月 |    |    |    |    |    |    |
| 日   | 月 | 火 | 水 | 木 | 金 | 土 |
|      |    | 1  | 2  | 3  | 4  | 5  |
| 6    | 7  | 8  | 9  | 10 | 11 | 12 |
| 13   | 14 | 15 | 16 | 17 | 18 | 19 |
| 20   | 21 | 22 | 23 | 24 | 25 | 26 |
| 27   | 28 | 29 | 30 |    |    |    |
|      |    |    |    |    |    |    |

| 12月 |    |    |    |    |    |    |
| 日   | 月 | 火 | 水 | 木 | 金 | 土 |
|      |    |    |    | 1  | 2  | 3  |
| 4    | 5  | 6  | 7  | 8  | 9  | 10 |
| 11   | 12 | 13 | 14 | 15 | 16 | 17 |
| 18   | 19 | 20 | 21 | 22 | 23 | 24 |
| 25   | 26 | 27 | 28 | 29 | 30 | 31 |
|      |    |    |    |    |    |    |

## 在職者
- 天皇: 裕仁
- 内閣総理大臣: 竹下登（自由民主党）
- 内閣官房長官: 小渕恵三（自由民主党）
- 最高裁判所長官: 矢口洪一
- 衆議院議長: 原健三郎（自由民主党）
- 参議院議長: 藤田正明（自由民主党）、9月30日より土屋義彦（自由民主党）
- 国会: 
  - 第112回 (常会, 1987年（昭和62年）12月28日-1988年5月25日)
  - 第113回 (常会, 7月19日-12月28日)
  - 第114回 (臨時会, 12月30日-1989年（平成元年）6月22日)

## 世相
- 青函トンネル、東京ドーム、瀬戸大橋など大型開発事業が相次いで竣工し話題となる。
- ティファニーが来日、ティファニー現象が起こる。
- ファミコン用ソフト『ドラゴンクエストIII』の発売日にはゲームショップに長蛇の列ができ、社会現象となる。
- 女性にパンツスタイルが流行。
- カラオケボックスが本格的に定着する。
- リクルート事件と呼ばれる、戦後最大の贈収賄事件（企業犯罪）が発覚した。
- 地価値上がり続き、都心部以外にも波及。
- 地方博ブーム。なら・シルクロード博覧会、瀬戸大橋架橋記念博覧会、ぎふ中部未来博覧会など（多くは赤字に終わる）。
- 昭和天皇の重篤報道を受けて、日本各地で祭やイベントの自粛・中止・延期が相次ぐ。

### 1988年の流行語
新語・流行語大賞の新語部門は「ペレストロイカ」、流行語部門は「今宵はここまでに（いたしとうござりまする）」が金賞を受賞した（その他の受賞語は後節「#流行語」も参照）。

### 周年
- 5月20日 - 成田国際空港開港10周年。

## できごと

### 1月
- 1月1日
  - 営団地下鉄（現在の東京メトロ）の全駅が終日禁煙となる[書籍 1]。
  - 全日本実業団対抗駅伝大会がこの年から元日の開催となり、「ニューイヤー駅伝」の呼称が用いられるようになる。開催地も群馬県に変更されるとともに、TBS制作・全国ネットによる同大会の生中継も開始される。
- 1月2日 - 昭和天皇、皇居で手術後初めての一般参賀へお出まし[書籍 2]。昭和天皇にとっては最後の新年一般参賀となる。
- 1月5日 - 六本木のディスコ「トゥーリア」店内で重量2トンの照明が落下[書籍 1]。死者3名、負傷者14名（六本木ディスコ照明落下事故）[書籍 3]。
- 1月9日 - ソニーがVHS方式のビデオテープレコーダに参入、ヨーロッパで販売。以後、日本での販売も開始[書籍 1]。
- 1月11日 - 大塚製薬が繊維入り飲料、「ファイブミニ」を発売[書籍 4]。
- 1月18日
  - 全日本空輸779便（ロッキード L-1011）が千歳空港に着陸の際に滑走路を見失い、オーバーランし滑走路を右側に飛び出し機体下面やエンジン下部を損傷するなど中破した[書籍 4]。
  - 日産自動車が「日産・セドリックシーマ/グロリアシーマ」を発売[書籍 5]。バブル経済を背景に爆発的なヒットとなり、シーマ現象と呼ばれる社会現象を巻き起こす。
- 1月31日
  - 第三セクター鉄道の愛知環状鉄道線が開業（一部区間は岡多線からの転換）。
  - 松前線・山野線がこの日限りで廃止。

### 2月
- 2月1日 - 宮城県泉市・名取郡秋保町が仙台市に編入される。
- 2月6日 - この日行われた衆議院予算委員会で浜田幸一予算委員長が日本共産党の宮本顕治議長に「殺人者」と発言、野党が一斉に抗議[書籍 6][書籍 7]。
- 2月9日 - 富山地裁（大山貞雄裁判長）で、富山・長野連続女性誘拐殺人事件（1980年）の刑事裁判の判決公判が開かれた[新聞 1]。一連の事件では男女2人の被告人が、2件の身代金目的誘拐罪・殺人罪などで共同正犯とされていたが、富山地裁は女による単独犯と認定し、女に死刑を、男性には無罪をそれぞれ言い渡した[書籍 8][新聞 1]。その後、男性は1992年に無罪が[新聞 2]、女は1998年に死刑がそれぞれ確定[新聞 3]。
- 2月10日 - エニックスがファミコン用ソフト『ドラゴンクエストIII そして伝説へ…』（ドラクエIII）を発売[書籍 8]。平日にもかかわらず発売日にはゲームショップに長蛇の列ができ、社会現象となる。
- 2月12日 - 浜田幸一衆議院予算委員長が辞任。
- 2月21日 - 東京都世田谷区鎌田の世田谷区立砧南中学校で深夜1時頃に複数の者が校内に侵入、警備員を監禁し校内の机と椅子を校庭に「9」の字形に並べる事件が発生[書籍 9]。
- 2月27日 - 同月23日に大高緑地（愛知県名古屋市緑区）に壊れた車を残して消息を絶っていたアベックが、襲撃犯として逮捕された不良少年たちの自供により、三重県阿山郡大山田村（現：伊賀市）の山中から他殺体として発見される[新聞 4]。同年に発生した女子高生コンクリート詰め殺人事件（発覚は翌1989年）とともに、残忍・凶悪な少年犯罪として社会に衝撃を与えた[新聞 5]。
- 2月28日 - サントリーの佐治敬三社長がニュース番組『JNN報道特集』にて「東北は熊襲の産地。文化的程度も極めて低い。」と発言[書籍 10]。この発言が物議を醸し東北地方のテレビ放送からサントリーのCMが消える。

### 3月

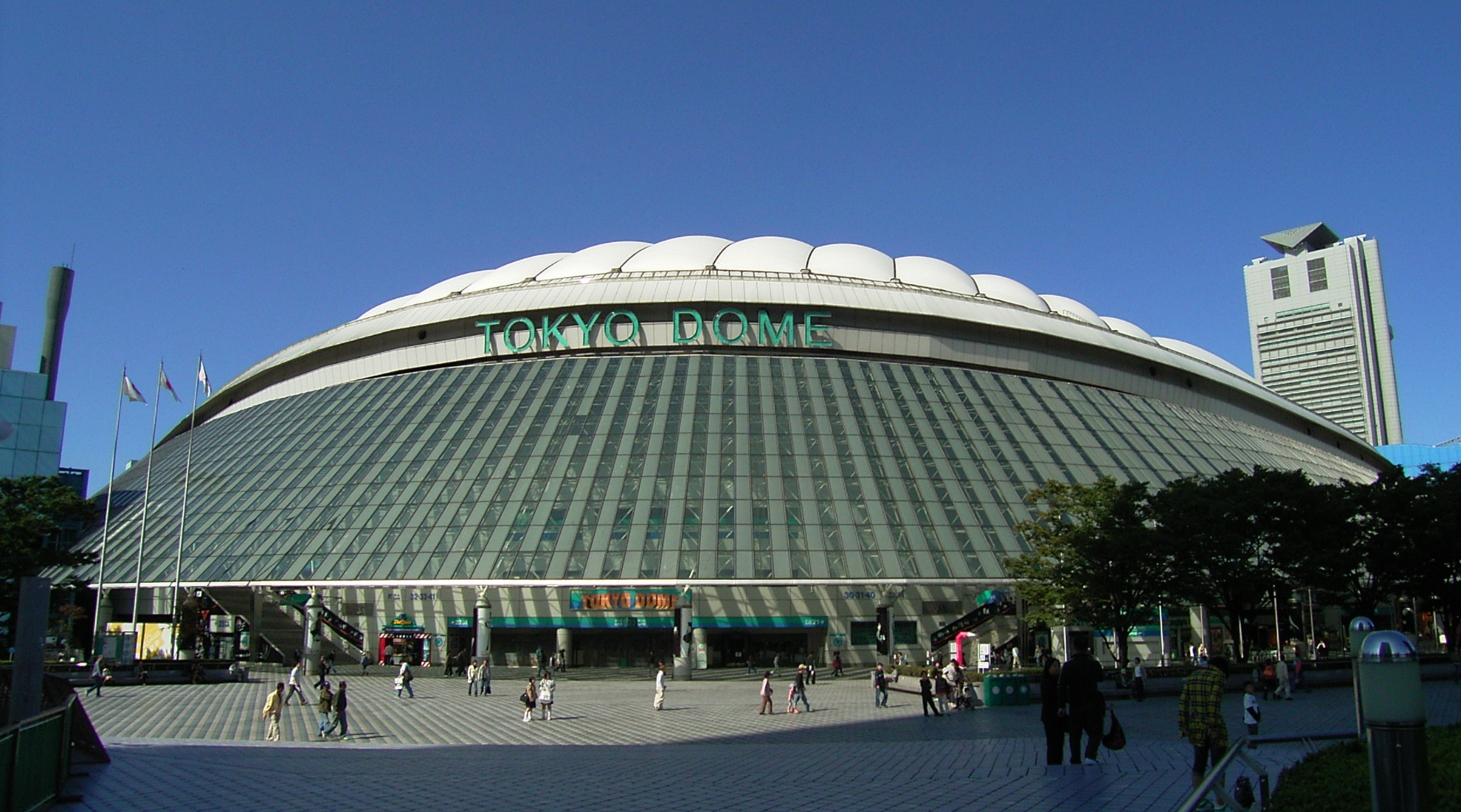
東京ドーム / 3月17日完成

- 3月5日 - 作詞家、元女優・歌手である中里綴（江美早苗）が刺殺される。
- 3月11日 - 朝日新聞静岡支局（静岡市葵区）襲撃未遂事件（赤報隊事件）。
- 3月13日
  - 本州と北海道を結ぶ青函トンネルが開通し[書籍 6][書籍 11]、青函トンネル内を経由する海峡線が開業。本州と北海道の間を列車で往来できるようになる。JRグループは全国的なダイヤ改正を実施。
  - 青函トンネルの開通に伴い、青函連絡船がこの日限りで運航終了[書籍 12]。
  - 東海道新幹線の新富士駅・掛川駅・三河安城駅、山陽新幹線の新尾道駅・東広島駅開業。西日本旅客鉄道は京阪神のアーバンネットワーク各路線に愛称路線名を制定。
- 3月17日 - 東京都文京区後楽に東京ドームが完成[書籍 3][書籍 13]。
- 3月18日
  - 名古屋妊婦切り裂き殺人事件。未解決のまま、2003年に公訴時効が成立。
  - 近鉄21000系電車（アーバンライナー）デビュー。近鉄の名阪甲特急（ノンストップ特急）は、大阪-名古屋間を1時間58分で結び、初めて2時間を切るようになる。
- 3月20日 - 瀬戸大橋線（本四備讃線）の本州内区間である茶屋町駅 - 児島駅間が開業。瀬戸大橋区間の開業を前にしての暫定開業。
- 3月24日
  - 中国で起きた上海列車事故で、修学旅行中の高知学芸高校の生徒と教師27名が死亡[書籍 3][書籍 14]。
  - 舞鶴若狭自動車道の吉川JCT-丹南篠山口IC間開通
  - コナミ（現・コナミアミューズメント）が人気横スクロールシューティングゲームグラディウスシリーズのアーケードゲーム第4作『グラディウスII -GOFERの野望-』を発売。
  - 木原線が第三セクター鉄道のいすみ鉄道いすみ線に転換される。
- 3月25日 - 能登線が第三セクター鉄道ののと鉄道に転換される。
- 3月27日 - 第60回選抜高等学校野球大会が阪神甲子園球場で開幕。
- 3月28日 - 千葉都市モノレール、スポーツセンター駅 - 千城台駅間新規開業（なお、市内中心部JR千葉駅へは1991年6月仮設駅にて開業、1995年8月千葉みなと駅延長と共に開業、1999年3月全通）。

### 4月
- 4月1日

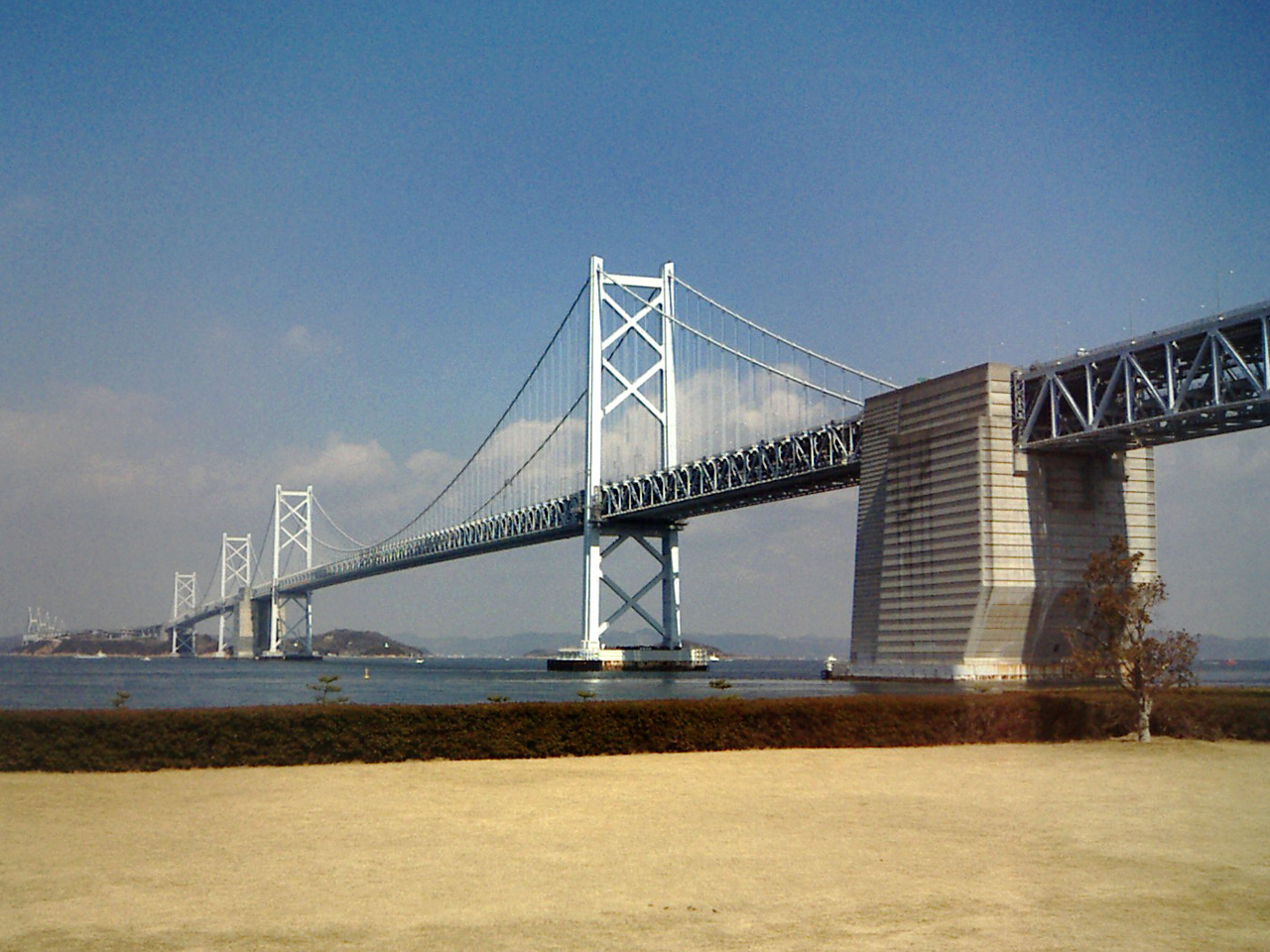
瀬戸大橋 / 4月10日開通

  - 東京情報大学 、大阪国際大学 、八千代国際大学（現・秀明大学）がそれぞれ開学。
  - 日本光学工業がニコンへ社名変更。
  - マル優原則廃止[書籍 6][書籍 15]。
  - エフエム香川が開局。
  - 中村線が土佐くろしお鉄道に転換。松浦線が松浦鉄道に転換され松浦鉄道西九州線となる。
- 4月2日 - 北神急行電鉄（現・神戸市営地下鉄北神線）開通。
- 4月5日 - 第60回選抜高等学校野球大会の決勝戦が阪神甲子園球場で行われ、宇和島東が東邦を6-0で下し、選抜大会初優勝。
- 4月6日 - 三共（現在の第一三共）から栄養ドリンク「リゲイン」を発売。「24時間戦えますか」のキャッチコピーで話題になる[書籍 16]。
- 4月8日 - 本田技研工業が大型オートバイ、「ゴールドウイング」と乗用車、「アコードクーペ」（ともに米国製）を日本国内で輸入・発売開始。
- 4月10日 - 瀬戸大橋が開通し[書籍 6][書籍 17]、瀬戸大橋を通る瀬戸大橋線の児島駅 - 宇多津駅・坂出駅間と、瀬戸中央自動車道が開通。本州と四国が初めて陸路で結ばれ、列車や自動車で往来できるようになる。JRグループでは前述の青函トンネル開業と合わせて「一本列島」と呼ばれるダイヤ改正を実施。宇高連絡船の連絡船とホーバークラフトが前日限りで運行終了。
- 4月11日
  - 美空ひばりが、東京ドームで5万人を集めた「不死鳥コンサート」を開催[書籍 16]。
  - 真岡線が第三セクター鉄道の真岡鐵道に転換される。
- 4月15日 - 北九州市病院長殺害事件（事件発生：1979年11月）: 最高裁判所第二小法廷（香川保一裁判長）は、強盗殺人罪などに問われた2被告人に死刑を言い渡した第一審（福岡地裁小倉支部）判決を支持した控訴審（福岡高裁）の判決を支持し、両被告人側からなされていた上告を棄却する判決を宣告[新聞 6]。これにより、2被告人の死刑が確定することとなったが、被害者が1人の殺人事件で、複数の被告人の死刑が確定した事例は当時、1964年12月に死刑が確定した強盗殺人罪の2被告人以来、24年ぶりのことで[新聞 7]、1983年7月に最高裁が死刑適用基準「永山基準」を示して以降では、2009年3月時点でもこれが唯一である[新聞 8]。2人は1996年7月に福岡拘置所で死刑を執行されている[新聞 9]。
- 4月16日 - スタジオジブリの『となりのトトロ』、『火垂るの墓』が同時公開[書籍 16]。
- 4月20日 - 前年から続く洗剤コンパクト化の波に乗り、ライオンが「トップ」を小型化（従来の商品も継続生産）。
- 4月24日 - 歌志内線がこの日限りで廃止。
- 4月28日 - 昭和天皇、手術後初の記者会見へお出まし。翌日の天皇誕生日が天皇にとり最後の一般参賀へのお出ましとなる。
- 4月29日 - ミュージカル『オペラ座の怪人』、劇団四季により日本初演。

### 5月
- 5月17日 - 朝日新聞社からニュース週刊誌「AERA」創刊（現在は朝日新聞出版から発行）。
- 5月20日 - 昭和天皇、最後の園遊会へお出まし。恒例の天皇と出席者との直接会話は天皇の体調を考慮し中止となった。
- 5月21日 - 京王帝都電鉄相模原線京王多摩センター駅 - 南大沢駅間が開業。
- 5月29日 - サンケイ新聞が題号を「産經新聞」に改題、一般紙で初のカラー紙面となる。
- 5月30日 - 全日空訓練機下地島離陸失敗事故。全日空の訓練機（ボーイング737）が、沖縄県下地島空港で離陸に失敗し滑走路を逸脱、機体各部を損傷。
- 5月31日 - 名鉄岐阜市内線長良線（徹明町駅 - 長良北町駅）がこの日限りで廃止。

### 6月
- 6月1日 - 中部読売新聞が題号を『読売新聞』に改め、読売新聞の全国紙化計画が完了。
- 6月2日
  - マガジンハウスが女性向けグルメ・レジャーなどの情報誌「Hanako」を創刊。
  - 東京ディズニーランドに5,555万5,555人目のゲストが来園。
- 6月3日
  - 北海道札幌市で地方博覧会「世界・食の祭典」が開催される（10月30日まで）。
  - 青函連絡船が復活運航を開始。
- 6月8日 - 営団有楽町線新富町駅 - 新木場駅間が開業。
- 6月12日 - 福山市一家3人殺害事件。広島県福山市で前科20犯（1955年に大阪刑務所内で受刑者を殺害した前科あり）の男が、自身と同居していた女性の娘婿夫婦ら3人を殺害。男は刑事裁判の一・二審で死刑判決を受けたが、上告中の2004年に病死。
- 6月15日 - 本田技研工業が「コンチェルト」を発売。
- 6月18日 - リクルート事件 : 朝日新聞がリクルートによる川崎市助役への未公開株譲渡を報道し事件発覚[書籍 18]。
- 6月30日 - サッポロビール恵比寿工場（東京都渋谷区と目黒区の区境に所在。現在の恵比寿ガーデンプレイス）が、この日限りで操業・出荷を終了。

### 7月
- 7月1日 - 阿武隈急行・阿武隈急行線全線（福島 - 槻木間）電化開業。
- 7月2日 - TBSテレビ『月曜ロードショー』で長年解説を務めた映画評論家の荻昌弘が死去。
- 7月6日 - 江副浩正リクルート会長がリクルート事件の責任で辞任[書籍 19]。
- 7月8日 - 目黒区家族3人殺害事件が発生。当時中学2年生の少年が東京都目黒区で両親・祖母を殺害した[書籍 19]。
- 7月9日
  - 青函トンネル竜飛斜坑線が開業。
  - 青森県青森市と北海道函館市で地方博覧会「青函トンネル開通記念博覧会」が開催（9月18日まで）。
- 7月15日 - 境トンネル多重衝突炎上事故。中国自動車道の境トンネルで多重衝突事故から火災が発生。死者5人、重軽傷者5人を出す惨事となった。
- 7月16日 - 宮福鉄道宮福線開業。
- 7月23日 - 遊漁船「第一富士丸」と海上自衛隊の潜水艦「なだしお」が衝突、死者30名。負傷者17名[書籍 3][書籍 20]。
- 7月30日 - 北陸自動車道が全線開通（計画路線延伸前の新潟黒埼IC-米原JCT間）

### 8月
- 8月4日 - ナゴヤ球場で開催された中日ドラゴンズ-横浜大洋ホエールズ戦が試合時間5時間21分で当時の史上最長試合記録[書籍 21]。
- 8月8日
  - エフエム富士（FM FUJI）が開局。
  - 第70回全国高等学校野球選手権大会が阪神甲子園球場で開幕。始球式は浩宮徳仁親王が務めた。
- 8月15日 - 昭和天皇、日本武道館での戦没者追悼式に臨席。昭和天皇にとり政府公式行事への最後の出席となった[書籍 22]。
- 8月22日
  - 東京・埼玉連続幼女誘拐殺人事件（警察庁広域重要指定117号事件） : 埼玉県入間市で幼稚園女児が行方不明になる[書籍 23]（1989年7月23日に容疑者を逮捕。翌年6月6日まで犯行が行われた）。
  - 第70回全国高等学校野球選手権大会の決勝戦が阪神甲子園球場で行われ、広島県代表の広島商業が福岡県代表の福岡第一を1-0で破り、1973年（第55回）以来15年ぶり6回目の優勝。
- 8月25日 - なだしお事件の責任を取る形で瓦力防衛庁長官が引責辞任[書籍 3]。後任に同じ宮澤派の田沢吉郎が就任。
- 8月29日 - 京滋バイパスの瀬田東JCT-巨椋IC間が開通。
- 8月31日 - 上山田線がこの日限りで廃止。

### 9月
- 9月1日 - 日産自動車が「セフィーロ」を発売。CMキャラクターに井上陽水を起用し「くう・ねる・あそぶ」のキャッチコピーが話題を呼び大ヒット。後の昭和天皇重篤を受けCM内容が変更されたことも話題となる。（エピソード参照）
- 9月5日 - 松下電器産業がカラーテレビ「パナカラー イクス（X）」を発売。
- 9月9日 - 篠崎ポンプ所女性バラバラ身元不明殺人事件が、被害者の遺体発見により発覚する。
- 9月13日 - パソコン通信のPC-VANで日本国内初のコンピュータウイルスの活動が見つかる[書籍 24]。
- 9月14日 - ダイエーはプロ野球球団・南海ホークス（パ・リーグ）を南海電気鉄道から買収し、同球団の本拠地を大阪球場（大阪府大阪市）から平和台野球場（福岡県福岡市）へ移転することを発表。翌シーズンからチーム名は「福岡ダイエーホークス」に改称。福岡を本拠地とするプロ野球球団はクラウンライターライオンズ（現在の埼玉西武ライオンズ）が平和台球場から西武球場（埼玉県所沢市）へ本拠地を移転して以来10年ぶりとなる。
- 9月17日 - ソウルオリンピック。第24回夏季オリンピックが大韓民国のソウルで開幕（10月2日まで）。日本代表は選手259名、役員78名。
- 9月18日 - 青函連絡船の復活運航がこの日限りで終了。
- 9月19日 - 前年に消化器官手術を受けられた昭和天皇が吐血重篤となる[書籍 6][書籍 25]。それ以降、日本各地で天皇の健康に配慮し祭事やイベントの中止・自粛が相次ぐ[書籍 6]。
- 9月21日 - 音楽ユニットB'zがシングルCD（「だからその手を離して」）とアルバム（『B'z』）を同時に発売してデビュー。
- 9月22日 - オウム真理教によるオウム真理教在家信者死亡事件発生。

### 10月
- 10月1日
  - 津村順天堂がツムラに社名変更。
  - エフエムジャパン（現在のJ-WAVE）、長野エフエム放送（FM長野）が開局。
- 10月3日 - 日本テレビにてアニメ『それいけ!アンパンマン』が放送開始される。
- 10月4日 - ベトナム・ホーチミンのトゥーズー病院で結合双生児の「ベトちゃんドクちゃん」ことグエン・ベトとグエン・ドクの分離手術が行われる。日本赤十字社が医薬品や医療機器の支援を行い、日本人医師が立ち会った[1]。

- 10月5日 - 一般国道24号・京奈和自動車道の城陽IC - 田辺西IC間が一般有料道路として開通（京奈和自動車道では最初の開通区間）。
- 10月7日 - 中日ドラゴンズがナゴヤ球場でのヤクルトスワローズ戦で6年ぶり4度目のセ・リーグ優勝、ファンがグラウンドになだれ込んだ。
- 10月12日 - 日本テレビ、人気クイズ番組『クイズ世界はSHOW by ショーバイ!!』が放送開始。
- 10月17日 - フジテレビ開局30周年記念企画として日本に持ち込まれたオリエント急行の車両が日本で乗客を乗せての運行を開始。初運行は広島駅を夕方に出発し翌朝に東京駅に到着する夜行の行程であった。これ以後、12月25日まで日本各地を巡回しその後返還された。
- 10月19日
  - プロ野球・ロッテ・オリオンズ対近鉄バファローズ（パ・リーグ）のダブルヘッダーが川崎球場で開催された。2試合とも近鉄が勝利した場合は近鉄がリーグ優勝、それ以外の場合は西武ライオンズ（既に全日程を終了）がリーグ優勝となる試合だったが、近鉄は第1試合に勝利したものの第2試合で引き分けたためリーグ優勝を逸し、西武の優勝が決定した。(10.19)
  - オリエント・リースはプロ野球パ・リーグの阪急ブレーブスを阪急電鉄から買収することを発表。オリエント・リース社は翌1989年4月に会社名を「オリックス」に変更し、チーム名も同シーズンから「オリックス・ブレーブス」となった[書籍 26]。
- 10月25日 - 長井線が第三セクター鉄道の山形鉄道に転換され山形鉄道フラワー長井線となる。
- 10月27日 - 週刊誌「平凡パンチ」（マガジンハウス）がこの日発売の11月10日号を最後に休刊。
- 10月29日 - セガが家庭用ゲーム機「メガドライブ」を発売開始。
- 10月31日 - エフエム埼玉（FM795、現在のエフエムナックファイブ=NACK5）が開局。

### 11月
- 11月14日 - 青梅信用金庫の女子職員が、オンラインを悪用して愛人の元暴力団組員の男の口座に9億7千万円を不正入金したことが発覚、女子職員を横領容疑で逮捕。
- 11月25日 - 女子高生コンクリート詰め殺人事件 : 埼玉県三郷市でアルバイト先から自転車で帰宅していた高校3年生の女子生徒が不良少年に拉致され、グループの1人の自宅であるたまり場（東京都足立区綾瀬の住宅）に監禁された。被害者は同日から40日間にわたり激しい暴行を受け、1989年1月4日に死亡した。

### 12月
- 12月1日 - JR東日本・京葉線（新木場駅 - 南船橋駅間と市川塩浜駅 - 西船橋駅）間開業。線内に舞浜駅が開業し、東京ディズニーランドへ鉄道でのアクセスが可能となった。
- 12月2日 - 札幌市営地下鉄東豊線（栄町駅-豊水すすきの駅間）開業。
- 12月5日 - 中央緩行線東中野駅で停車中の電車に後続の電車が追突、運転士1人と乗客1人が死亡、116人が負傷。
- 12月9日 - 宮澤喜一蔵相がリクルート疑惑で辞任[書籍 6][書籍 27]。12月14日には真藤恒NTT会長が同様の責任で辞任。
- 12月10日 - 三億円事件の民事時効が成立。
- 12月12日 - 岩波書店が絵本『ちびくろサンボ』を黒人である人種差別との判断から絶版。
- 12月15日 - 東京・埼玉連続幼女誘拐殺人事件 / 警察庁広域重要指定117号事件 : 埼玉県川越市で行方不明だった女児の遺体発見[書籍 28]。
- 12月19日
  - 「週刊少年ジャンプ」（集英社）がこの日発売の1989年3・4合併号で発行部数500万部を突破[書籍 29]。
  - 埼玉県の浦和市・大宮市（現：さいたま市）とその周辺の電話市外局番が「048X」から「048」へ変更。
- 12月21日 - 富山市立奥田中学校いじめ自殺事件発生[書籍 30]。
- 12月24日 - 消費税の導入を柱とした税制改革6法案が成立[書籍 6][書籍 29]。
- 12月27日 - 竹下改造内閣発足[書籍 6][書籍 31]。
- 12月30日 - 神戸市の太陽神戸銀行須磨支店前で現金輸送車が奪われ、現金3億2,250万円が奪われる[書籍 3][書籍 32]。
- 12月31日 - この日から1989年年明けにかけて放送された「ゆく年くる年」を最後として、民放全局共同での「ゆく年くる年」放送が終了した。

## 天候・天災・観測等
- ラニーニャ現象が発生。世界各地で異常気象。
- 冬季（前年12 - 2月）は北日本で寒冬。西日本と東日本は平年並み、南西諸島は暖冬となった。寒暖の変動が大きく、前年12月は暖冬傾向であったが、2月は寒気の影響で低温となった。また、南岸低気圧の通過が多く、関東地方では度々雪に見舞われた。
- 夏季（6 - 8月）は北日本で冷夏。熱帯低気圧が日本近海で多く発生した影響で盛夏期も曇りや雨の日が多く、西日本と南西諸島を除き梅雨明けが遅れた。

時系列の気象・天災
- 2月3日 - 強い寒気の影響で日本海側で大雪。名古屋市で23cmの積雪。
- 2月5日 - 西日本から関東地方で春一番が吹く。
- 2月6 - 10日 - 再び日本海側で大雪。愛知県でも積雪。
- 4月8日 - 南岸低気圧の影響で、東日本でこの時期としては季節外れの大雪。東京で9 cmの積雪を観測し、4月としては異常気象となった。
- 8月15日 - 台風11号が和歌山県潮岬に上陸。
- 8月16日 - 台風13号が愛知県に上陸。
- 11月下旬 - 寒気の影響で日本海側大雪。九州でも初雪。
- 12月16日 - 北海道十勝岳が噴火。

## 文化と芸術

### 流行

#### 流行語
- 新語・流行語大賞
  - 新語部門
    - 金賞:「ペレストロイカ」（ソ連改革）
    - 銀賞:「ハナモク」（松屋）
    - 銅賞:「トマト銀行」
    - 表現賞:「遠赤 (効果)」、「カイワレ族」（村崎芙蓉子）

  - 流行語部門
    - 金賞:「今宵はここまでに (いたしとうござりまする)」（NHK『武田信玄』、若尾文子）
    - 銀賞:「ドライ戦争」（アサヒビールほか）
    - 銅賞:「シーマ (現象)」（日産自動車）
    - 大衆賞:「アグネス論争」（アグネス・チャン）、「5時から (男)」（高田純次）、「しょうゆ顔・ソース顔」（東山紀之、錦織一清）

  - 特別賞部門
    - 特別功労賞:「一村一品/ヒューマン・ブランド」（大分県知事・平松守彦）
    - 人語一体傑作賞:「ユンケルンバ ガンバルンバ」（タモリ）
    - 報道傑作賞:「ふつうは“汚職”と申します」（産経新聞）

#### ファッション
- ワンレン・ボディコン流行始まる
- DC子供服
- エスニックブーム
- 朝シャン
- アクセサリーブランド『クロムハーツ』創業

### 建築
竣工
解体

### 出版
ベストセラー
- 広瀬隆『危険な話』
- 吉本ばなな『キッチン』
- 村上春樹『ダンス・ダンス・ダンス』
- 村上龍『トパーズ』
- いとうせいこう『ノーライフキング』
- 石原まき子『裕さん、抱きしめたい』

#### 文学
- 芥川賞
  - 第99回（1988年上半期） - 新井満 『尋ね人の時間』
  - 第100回（1988年下半期） - 南木佳士 『ダイヤモンドダスト』 、李良枝 『由煕』
- 直木賞
  - 第99回（1988年上半期） - 西木正明『凍れる瞳』『端島の女』、景山民夫『遠い海から来たCOO』
  - 第100回（1988年下半期） - 杉本章子『東京新大橋雨中図』、藤堂志津子『熟れてゆく夏』

#### 雑誌
創刊
- 月刊コミックコンプ - 角川書店から創刊された漫画雑誌。『月刊少年エース』『月刊電撃コミックガオ』の前身。
- miss家庭画報 - MISSの前身。「家庭画報のお嬢さん世代」に向けたファッション誌が世界文化社より創刊。

廃刊

### 音楽
- 光GENJI「ガラスの十代」「パラダイス銀河」「Diamondハリケーン」「剣の舞」
- 中山美穂「人魚姫」「You're My Only Shinin' Star」「Witches」
- 島倉千代子「人生いろいろ」
- 長渕剛「とんぼ」「乾杯」
- 男闘呼組「DAYBREAK」
- 工藤静香「抱いてくれたらいいのに」「FU-JI-TSU」「MUGO・ん…色っぽい」「恋一夜」
- 久保田利伸「You were mine」
- 南野陽子「吐息でネット」「秋からも、そばにいて」「あなたを愛したい」
- 田原俊彦「抱きしめてTONIGHT」「かっこつかないね」
- 今井美樹「彼女とTIP ON DUO」「静かにきたソリチュード」
- 氷室京介「ANGEL」
- 坂本冬美「祝い酒」
- 桂銀淑「夢おんな」
- 浅香唯「Believe Again」「C-Girl」「セシル」「Melody」
- 荻野目洋子「ストレンジャーtonight」「DEAR（コバルトの彼方へ）」「スターダスト・ドリーム」
- Wink「愛が止まらない 〜Turn It Into Love〜」
- 浜田麻里「Heart and Soul」
- 渡辺美里「君の弱さ」「恋したっていいじゃない」
- THE BLUE HEARTS「TRAIN-TRAIN」
- 杉山清貴「風のLONELY WAY」「僕の腕の中で」「渚のすべて」
- 藤井郁弥「Mother's Touch」
- 山下達郎「GET BACK IN LOVE」
- TUBE「Beach Time」「Remember Me」
- SunSet Swish 「マイペース」
- TM NETWORK「BEYOND THE TIME (メビウスの宇宙を越えて)」「SEVEN DAYS WAR」「RESISTANCE」「COME ON EVERYBODY」
- サザンオールスターズ「みんなのうた」
- 桑田佳祐「いつか何処かで (I FEEL THE ECHO)」
- 瀬川瑛子「憂き世川」
- 小泉今日子「GOOD MORNING-CALL」
- 武田鉄矢・芦川よしみ「男と女のはしご酒」
- HOUND DOG「AMBITIOUS」「Only Love」
- 吉幾三「酒よ」
- 徳永英明「風のエオリア」
- 少年隊「ふたり」「What's your name?」「LADY」
- ラ・ムー「愛は心の仕事です」
- CHA-CHA「Beginning」
- 尾崎豊「太陽の破片」
- 堀内孝雄「ガキの頃のように」
- 川中美幸「豊後水道」
- 松田聖子「旅立ちはフリージア」
- 小林幸子「雪椿」
- 五木ひろし「港の五番町」「それは...黄昏」
- 石原詢子「ホレました」
- チェッカーズ「素直にI'm Sorry」「ONE NIGHT GIGOLO」「Jim&Janeの伝説」
- 高橋良明「恋の3.2.1」「ヴィーナスの失敗」
- ドリーミング「アンパンマンのマーチ」
- 中森明菜「AL-MAUJ (アルマージ)」「TATTOO」「I MISSED "THE SHOCK"」
- 酒井法子「夢冒険」
- BUCK-TICK「JUST ONE MORE KISS」
- PERSONZ「RomanEsque-HeartAche」「BE HAPPY」「CAN'T STOP THE LOVE」
- 深津絵里「YOKOHAMAジョーク」
- カルロス・トシキ&オメガトライブ「アクアマリンのままでいて」

### 演劇
歌舞伎
宝塚歌劇団

### 映画
- 1月 - 「ラストエンペラー」日本公開
- 2月 - 「危険な情事」日本公開
- 3月 - 「機動戦士ガンダム 逆襲のシャア」公開
- 4月16日 - 「となりのトトロ」（宮崎駿監督）・「火垂るの墓」（高畑勲監督）が同時公開。
- 6月25日 - 「敦煌」公開
- 7月2日 - 「またまたあぶない刑事」公開
- 7月16日 - 「AKIRA」公開
- 8月13日 - 「ぼくらの七日間戦争」公開
- 10月 - 「タッカー」日本公開

### テレビ
ドラマ
- 大河ドラマ 武田信玄 (NHK大河ドラマ) - 主演：中井貴一
- NHK連続テレビ小説
  - 『ノンちゃんの夢』
  - 『純ちゃんの応援歌』 - 主演：山口智子
- 『もっとあぶない刑事』（日本テレビ系）
- 『とんぼ』（TBS系）
- 『教師びんびん物語』（フジテレビ系）
- 『はぐれ刑事純情派』（テレビ朝日系）
- 『さすらい刑事旅情編』（テレビ朝日系）

バラエティなど諸分野
- 『クイズ百点満点』（NHK）
- 『クイズ世界はSHOW by ショーバイ!!』（日本テレビ系）
- 『クイズ!年の差なんて』（フジテレビ系）
- 『とんねるずのみなさんのおかげです』（フジテレビ系）
- 『探偵!ナイトスクープ』（朝日放送）
- 『地球発19時』（毎日放送）

#### 特撮
- 『超獣戦隊ライブマン』（テレビ朝日系）
- 『世界忍者戦ジライヤ』（テレビ朝日系）
- 『仮面ライダーBLACK RX』（毎日放送系）
- 『電脳警察サイバーコップ』（日本テレビ系）
- 『ウルトラマンUSA』

#### コマーシャル
| キャッチフレーズなど                               | 商品名など               | メーカーなど         | 出演者                                      | 音楽                           |
| -------------------------------------------------- | ------------------------ | -------------------- | ------------------------------------------- | ------------------------------ |
| 帰ってくるあなたが最高のプレゼント                 | クリスマス・エクスプレス | JR東海               | 深津絵里                                    | 山下達郎・大井秀紀・山崎秀和   |
| マチ、抜けた。                                     | LOOK EAST                | JR東日本             | -                                           | 加山雄三                       |
| 私、夢見る15歳。                                   | 企業CM                   | 島津製作所           | 桜井幸子                                    | -                              |
| ♪頭・鼻・のどの風邪にベンザエース                  | ベンザエース             | 武田薬品             | 小泉今日子                                  | 小泉今日子（歌）・小林亜星     |
| ツインファンのほうが、いい気持ち。                 | 霧ヶ峰（エアコン）       | 三菱電機             | 小泉今日子                                  | 小泉今日子（歌）               |
| のめりこめる                                       | ファミコンウォーズ       | 任天堂               | DONVAN WONACK・KEVIN MANN・U.S.MARINE CORPS | ロリーポップ                   |
| ♪クェッ、クェッ、クェッ、チョコボール〜            | 森永チョコボール         | 森永製菓             | とんねるず                                  | 近田春夫・とんねるず（歌）     |
| 体育会系ハデカラー!                                | ランバード（靴）         | 美津濃               | とんねるず                                  | -                              |
| 息・さわやか                                       | クロレッツ               | ワーナー・ランバート | 岡本麗・尾美としのり                        | -                              |
| 5時から男                                          | グロンサン強力内服液     | 中外製薬             | 高田純次                                    | マック音楽出版・高田純次（歌） |
| 社長も社員もみな家族、聞け聞けよく効けキンチョール | キンチョール             | 大日本除虫菊         | 中村雅俊・小松方正                          | -                              |
| ♪ポットンポットン蚊がポットン                      | キンチョーマット         | 大日本除虫菊         | 中村雅俊                                    | -                              |
| くうねるあそぶ                                     | セフィーロ               | 日産自動車           | 井上陽水                                    | -                              |
| ♪スコーンスコーンコイケヤスコーン〜                | スコーン                 | 湖池屋               | 山口詰央・川俣しのぶ                        | オリジナル                     |
| もっと、自分らしくドライに                         | サッポロドライ           | サッポロビール       | 吉田拓郎・広岡達朗                          | 吉田拓郎（歌）                 |
| 今日も言うけど、よく剃れる。                       | シェーバー               | フィリップス         | 星野仙一                                    | -                              |
| ♪知りたいときは聞けばいい                          | 声のタウン情報           | NTT                  | いとうせいこう                              | -                              |

### アニメ
アニメーション映画
- 3月12日 - 『ドラえもん のび太のパラレル西遊記』（監督：芝山努）
- 3月12日 - 『機動戦士ガンダム 逆襲のシャア』（監督：富野由悠季）
- 4月16日 - 『となりのトトロ』（監督：宮崎駿）、同時上映『火垂るの墓』（監督：高畑勲）
- 7月16日 - 『AKIRA』（監督：大友克洋）

テレビアニメ
- 1月10日 - 『闘将!!拉麵男』、『小公子セディ』放映開始。
- 2月6日 - 『宇宙伝説ユリシーズ31』放映開始。
- 2月13日 - 『魁!!男塾』放映開始。
- 2月25日 - 『おそ松くん』放映開始。
- 3月3日 - 『つるピカハゲ丸くん』放映開始。
- 3月9日 - 『F』放映開始。
- 3月14日 - 『燃える!お兄さん』放映開始。
- 3月27日 - 『キテレツ大百科』放映開始。
- 4月2日 - 『シティーハンター2』、『新まんがなるほど物語』放映開始。
- 4月3日 - 『ドクター秩父山』放映開始。
- 4月4日 - 『ひらけ!ポンキッキ めいさくわーるど』、『わんぱくダック夢冒険』放映開始。
- 4月5日 - 『どんどんドメルとロン』放映開始。
- 4月7日 - 『世界名作童話シリーズ』放映開始。
- 4月9日 - 『いきなりダゴン』放映開始。
- 4月12日 - 『トランスフォーマー 超神マスターフォース』放映開始。
- 4月13日 - 『超音戦士ボーグマン』放映開始。
- 4月15日 - 『魔神英雄伝ワタル』放映開始。
- 4月27日 - 『ホワッツマイケル』、『トッポ・ジージョ』放映開始。
- 4月30日 - 『鎧伝サムライトルーパー』放映開始。
- 5月9日 - 『ママお話きかせて』放映開始。
- 5月12日 - 『ハロー!レディリン』放映開始。
- 7月2日 - 『鉄拳チンミ』放映開始。
- 7月11日 - 『ビリ犬』放映開始。
- 10月2日 - 『新グリム名作劇場』放映開始。
- 10月3日 - 『それいけ!アンパンマン』放映開始。
- 10月7日 - 『夢見るトッポ・ジージョ』放映開始。
- 10月9日 - 『ひみつのアッコちゃん』放映開始。
- 10月12日 - 『ハーイあっこです』放映開始。
- 10月17日 - 『美味しんぼ』放映開始。
- 10月20日 - 『名門!第三野球部』放映開始。

OVA

### ゲーム

#### コンピューターゲーム
アーケードゲーム
- 究極タイガー - 「ゲームマシン」誌 88年間ベストヒットゲームス25 テーブル型 第一位[2]
- スーパーリアル麻雀PII - 「ゲームマシン」誌 88年間ベストヒットゲームス25 ＴＶ麻雀ゲーム 第一位
- アフターバーナー - 「ゲームマシン」誌 88年間ベストヒットゲームス25 アップライト／コックピット型 第一位
- ハイスピード - 「ゲームマシン」誌 88年間ベストヒットゲームス25 フリッパー分野 第一位

- 体感ゲーム『ギャラクシーフォース』（セガ）

テレビゲーム

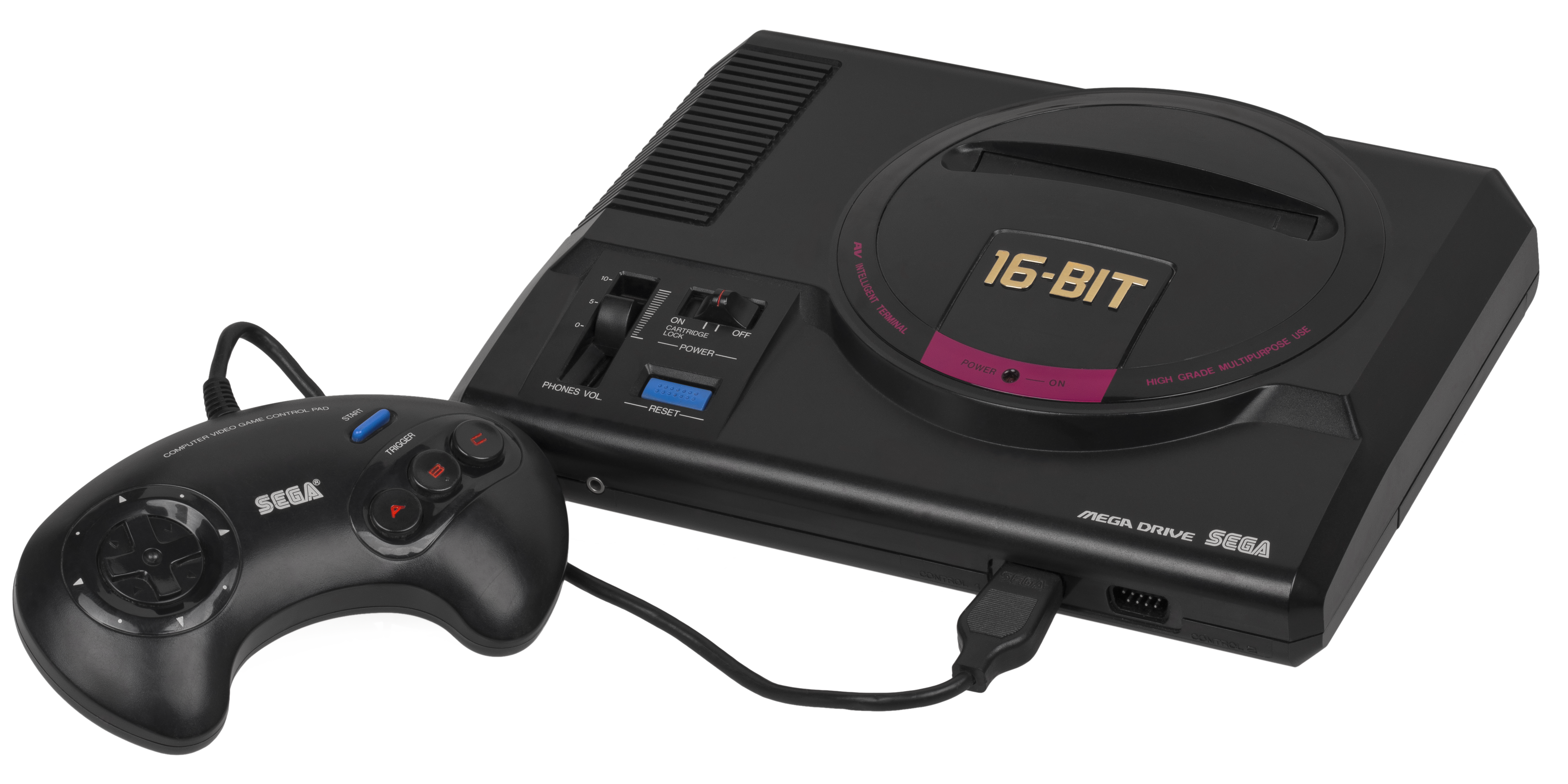
メガドライブ（初期型）

- 2月10日 - ファミコン用ソフト『ドラゴンクエストIII そして伝説へ…』発売。
- 10月23日 - ファミコン用ソフト『スーパーマリオブラザーズ3』発売。
- 10月29日 - セガが家庭用ゲーム機「メガドライブ」を発売。
- 12月4日 - 日本電気ホームエレクトロニクスが家庭用ゲーム機「CD-ROM2」を発売。
- 12月17日 - ファミコン用ソフト『ファイナルファンタジーII』発売。
- 12月24日 - カプコンがロックマンシリーズ第2作目となるファミコン用ソフト『ロックマン2 Dr.ワイリーの謎』を発売。

携帯型ゲーム

## スポーツ

### 総合競技大会
- 第43回国民体育大会 (京都国体)

#### オリンピック・パラリンピック
冬季大会
冬季オリンピックがカナダのカルガリーで、冬季パラリンピックがオーストリアのインスブルックで開催された。日本からも多数のアスリートが出場している。
- 第15回冬季オリンピック（カルガリー）

- 第4回冬季パラリンピック（インスブルック） - 前大会（1984年）より二大会連続で、同一都市での開催となった。

夏季大会
夏季オリンピック・パラリンピックが韓国の首都ソウル特別市で開催された。日本からも多数のアスリートが出場している。
- 第24回夏季オリンピック（ソウル）

- 第8回夏季パラリンピック（ソウル） - 1964年の東京大会以来となる、オリンピックと同一都市での開催（以降、両大会は同一都市で開催されるようになる）。

### 各競技

#### 野球
プロ野球
- セントラル・リーグ優勝 中日ドラゴンズ
- パシフィック・リーグ優勝 西武ライオンズ
- 日本シリーズ優勝 西武ライオンズ（4勝1敗）

高校野球
- 春優勝 宇和島東
- 夏優勝 広島商

#### 相撲
大相撲（幕内最高優勝）
- 初場所 旭富士正也
- 春場所 大乃国康
- 夏場所 千代の富士貢
- 名古屋場所 千代の富士貢
- 秋場所 千代の富士貢
- 九州場所 千代の富士貢

#### モータースポーツ
- 全日本F3000選手権 鈴木亜久里
- 日本GC ジェフ・リース
- 全日本スポーツプロトタイプカー耐久選手権 岡田秀樹
- 全日本ツーリングカー選手権 横島久
- 全日本ロードレース選手権
  - 500cc 藤原儀彦
  - 250cc 本間利彦

#### プロレス
- プロレス大賞MVP 天龍源一郎（全日本プロレス）
- 世界最強タッグ決定リーグ戦優勝スタン・ハンセン&テリー・ゴディ組（1回目）

## 誕生
誕生した事に特筆性のある人物等（世襲制の跡継ぎ、絶滅寸前の生物の誕生、等）を記載しています。それ以外については、Category:1988年生を参照してください。

### 人物

#### 1月
- 1月1日 - 松野井雅、女優
- 1月2日 - 明坂聡美、声優
- 1月2日 - 篠崎彩音、ファッションモデル
- 1月2日 - 橘由紀子、女優
- 1月3日 - 中村尚史、野球選手
- 1月3日 - 青山隼、サッカー選手
- 1月3日 - 山本和臣、声優
- 1月6日 - 齊藤勝、プロ野球選手
- 1月7日 - 安達了一、プロ野球選手
- 1月7日 - 赤田龍一郎、元プロ野球選手
- 1月8日 - 野口由佳、女優
- 1月8日 - 堂柿龍一、サッカー選手
- 1月9日 - 小野茜、タレント
- 1月10日 - 笹岡莉紗、女性ファッションモデル
- 1月10日 - 光上せあら、歌手
- 1月11日 - 太田莉菜、女性ファッションモデル
- 1月12日 - 久田美佳、アイドルタレント
- 1月12日 - 古木のぞみ、声優
- 1月12日 - 田村仁崇、サッカー選手（栃木SC）
- 1月13日 - 生形理菜、ミュージカル俳優
- 1月14日 - 後藤友香里、歌手、AAAの元メンバー
- 1月14日 - 藤原正典、プロ野球選手
- 1月15日 - 矢地健人、プロ野球選手
- 1月16日 - 佐藤天彦、将棋棋士、名人
- 1月16日 - 小久保志乃、野球選手
- 1月17日 - 細谷圭、プロ野球選手
- 1月17日 - 高尾健太、野球選手
- 1月18日 - 神田直輝、プロ野球選手
- 1月18日 - 佐土原かおり、声優
- 1月19日 - 山本裕典、俳優
- 1月20日 - 古河結子、舞台女優
- 1月21日 - 辰巳奈都子、女優
- 1月23日 - 野原優子、陸上競技選手
- 1月24日 - 手嶋ゆか、ファッションモデル
- 1月25日 - 小澤亮太、俳優
- 1月26日 - 峰幸代、ソフトボール選手
- 1月28日 - 藤沢ちえ、グラビアアイドル
- 1月28日 - SANADA、プロレスラー
- 1月29日 - 小松愛、女優
- 1月29日 - 加治将樹、俳優
- 1月30日 - 中村有岐、声優

#### 2月
- 2月1日 - 東出昌大、ファッションモデル、俳優
- 2月1日 - もえのあずき、女性アイドル
- 2月3日 - 須藤祐実、声優
- 2月4日 - 新名彩乃（旧名：松本彩乃）、声優
- 2月5日 - 野田彩加、グラビアアイドル
- 2月5日 - 星野真希、元タレント
- 2月7日 - 加護亜依、元モーニング娘。、W（ダブルユー）、タレント
- 2月7日 - 佐々木竜太、サッカー選手
- 2月8日 - 福井優也、野球選手
- 2月8日 - 佐々木希、ファッションモデル
- 2月9日 - T-岡田（岡田貴弘）、プロ野球選手
- 2月9日 - 鏡桜南二、大相撲力士
- 2月10日 - Pちゃん、グラビアアイドル、AV女優
- 2月10日 - 山村響、声優
- 2月10日 - 西明日香、声優
- 2月10日 - 清水徹郎、カーリング選手
- 2月11日 - 明日香、スパークリング☆ポイント
- 2月11日 - 池田竜治、俳優
- 2月12日 - 榮倉奈々、女優、ファッションモデル、タレント
- 2月12日 - 桜咲千依、声優
- 2月13日 - 井口卓人、レーシングドライバー
- 2月15日 - 草野博紀、元NEWS
- 2月15日 - 森岡龍、俳優
- 2月16日 - 徳原恵梨、タレント
- 2月17日 - 小野恵美、アナウンサー
- 2月18日 - 立石沙千加、AI-SACHI
- 2月18日 - 田中泉、元NHKアナウンサー
- 2月19日 - 入野自由、声優
- 2月19日 - 宮城舞、ファッションモデル
- 2月19日 - ふるやいなや、お笑い芸人（スーパーニュウニュウ）
- 2月19日 - 遠藤エミ、競艇選手
- 2月21日 - 神山知也、陸上競技選手
- 2月21日 - 大槻ひびき、AV女優
- 2月22日 - 川崎龍一、俳優
- 2月22日 - 喜山康平、サッカー選手
- 2月22日 - 後藤香南子、アイドル
- 2月23日 - 潤音、グラビアアイドル
- 2月24日 - 山下莉奈、元グラビアアイドル
- 2月24日 - 木村茜、ファッションモデル
- 2月24日 - 銀次、プロ野球選手
- 2月25日 - 小島由利絵、タレント
- 2月26日 - 新谷仁美、陸上競技選手
- 2月27日 - 横槍メンゴ、漫画家
- 2月29日 - 鈴木達矢、サッカー選手

#### 3月
- 3月1日 - 楯真由子、女優
- 3月1日 - 桜木咲耶、グラビアアイドル
- 3月1日 - タッカーノ、お笑い芸人
- 3月2日 - 伊澤麻璃也、女優
- 3月3日 - 服部真夕、プロゴルファー
- 3月3日 - 美沢将、プロ野球選手
- 3月4日 - 細田善彦、俳優
- 3月4日 - 内野未来、グラビアアイドル
- 3月4日 - ダイスケ、ミュージシャン
- 3月6日 - Shizua、ボーカル、パフォーマー、女優（Dream、E-girlsのメンバー）
- 3月7日 - 守崎哲平、俳優
- 3月8日 - 立花彩野、グラビアアイドル
- 3月8日 - あのあるる、AV女優
- 3月8日 - 天海つばさ、AV女優
- 3月9日 - 尾崎光洋、俳優
- 3月10日 - 織田菜月、アイドル
- 3月11日 - 中嶋勝彦、プロレスラー
- 3月11日 - ピコ、歌手
- 3月11日 - 佐藤飛鳥、ファッションモデル
- 3月12日 - 大原桃子、声優
- 3月12日 - 小坂優舞、アイドル
- 3月13日 - 加藤美穂、グラビアアイドル
- 3月13日 - 平田ブルーノ、野球選手
- 3月14日 - さくまみお、女優、タレント
- 3月14日 - 出口陽、元SKE48、AKB48
- 3月14日 - 直木萌美、声優
- 3月15日 - 梅田悠、元SDN48
- 3月15日 - 甲斐雄平、プロ野球選手
- 3月15日 - 7!!、ロックバンド
- 3月16日 - 榎あづさ、声優・元LISPのメンバー
- 3月16日 - ZAQ、シンガーソングライター
- 3月16日 - 田中健、騎手
- 3月16日 - 町田直希、騎手
- 3月17日 - 阿部桃子、女優、モデル、タレント
- 3月17日 - 長渕文音、女優
- 3月17日 - 鈴木麻由、元女優
- 3月18日 - 入船加澄実、グラビアアイドル
- 3月18日 - 石坂結、アイドル
- 3月18日 - 滝澤彩、野球選手
- 3月19日 - 浜田亜理沙、競艇選手
- 3月20日 - 神田茉里奈、グラビアアイドル・レースクイーン
- 3月21日 - 堀口あすか、声優
- 3月22日 - 木嶋のりこ、お菓子系アイドル
- 3月22日 - 大石参月、ファッションモデル
- 3月23日 - 桜木睦子、元タレント
- 3月23日 - 平田良介、プロ野球選手
- 3月23日 - 灘坂舞、AV女優
- 3月23日 - 古谷有美、TBSアナウンサー
- 3月23日 - デリン・ベタンセス、メジャーリーガー
- 3月24日 - 水波綾、女子プロレスラー
- 3月24日 - 西尾知亜紀、アナウンサー
- 3月24日 - 盛川あきこ、グラビアアイドル
- 3月24日 - 原綾子、ファッションモデル
- 3月27日 - 内田篤人、サッカー選手
- 3月27日 - 中根成美、ファッションモデル
- 3月28日 - 鈴木藤丸、俳優
- 3月28日 - 渚、AV女優
- 3月28日 - 出口恵理、ミュージカル俳優
- 3月29日 - 桜子、AV女優
- 3月29日 - 長久梨那、タレント
- 3月30日 - 雨宮琴音、AV女優
- 3月30日 - 山口立花子、声優

#### 4月
- 4月3日 - 澤村拓一、プロ野球選手
- 4月4日 - 野原将志、社会人野球選手、元プロ野球選手
- 4月5日 - 中田あすみ、タレント
- 4月6日 - 久本彩奈、グラビアアイドル
- 4月6日 - 吉川光夫、プロ野球選手
- 4月6日 - 栃乃若導大、大相撲力士
- 4月7日 - 倉貫まりこ、グラビアアイドル
- 4月7日 - 遠藤康、サッカー選手
- 4月8日 - 松原静香、歌手
- 4月8日 - 新田紀彰、ミュージシャン、plenty
- 4月9日 - 悠城早矢、女優
- 4月9日 - 杏野はるな、グラビアアイドル
- 4月9日 - 岡本賢明、サッカー選手
- 4月10日 - Nao☆、Negicco
- 4月11日 - 前田健太、プロ野球選手
- 4月11日 - 一真、俳優、歌手
- 4月11日 - 石川歩、プロ野球選手
- 4月12日 - 小原春香、元SDN48、AKB48
- 4月12日 - 森公平、歌手（新選組リアン）
- 4月12日 - 吉田実代、女子総合格闘家
- 4月13日 - 會澤翼、プロ野球選手
- 4月14日 - 野村尚平、お笑い芸人（プリマ旦那）
- 4月14日 - 林龍之介、元平川地一丁目
- 4月14日 - 前野貴徳、サッカー選手
- 4月14日 - 吉田明世、元TBSアナウンサー
- 4月15日 - 今井春奈、ファッションモデル、女優
- 4月15日 - 沼倉愛美、声優
- 4月15日 - 荻野貴幸、プロ野球選手
- 4月16日 - ダーブロウ有紗、ファッションモデル
- 4月16日 - 秋山翔吾、プロ野球選手
- 4月16日 - 松永昂大、プロ野球選手
- 4月16日 - 小笠原侑生、サッカー選手
- 4月17日 - Taka、歌手、ONE OK ROCK、元NEWS
- 4月17日 - 水渕葵、女優、タレント
- 4月18日 - 徳重杏奈、アナウンサー
- 4月18日 - 荒浪和沙、声優
- 4月19日 - 小嶋陽菜、タレント、経営者、元AKB48
- 4月19日 - 内田りりこ、タレント
- 4月19日 - 岡根直哉、サッカー選手
- 4月21日 - 進藤一宏、声優・ジャグラー
- 4月21日 - 黒滝将人、元プロ野球選手
- 4月21日 - 小西杏奈、構成作家、脚本家
- 4月22日 - 平子エミリ、AV女優
- 4月23日 - Emyli、歌手
- 4月23日 - 渋谷謙人、俳優、タレント
- 4月23日 - 宮宗紫野、女流棋士
- 4月23日 - 下水流昂、プロ野球選手
- 4月23日 - 増田達至、プロ野球選手
- 4月24日 - 冨田康祐、プロ野球選手
- 4月24日 - 吉本一謙、サッカー選手
- 4月25日 - 石坂友里、ファッションモデル
- 4月25日 - 永田俊樹、ミュージカル俳優
- 4月25日 - 荒木郁也、プロ野球選手
- 4月27日 - 北野洸貴、プロ野球選手
- 4月29日 - 新井梨絵、ファッションモデル・グラビアアイドル
- 4月29日 - 田中大二郎、元プロ野球選手
- 4月30日 - 渡部みずき、女優

#### 5月
- 5月2日 - 岡本果奈美、グラビアアイドル
- 5月2日 - 高島知美、野球選手
- 5月3日 - 増渕竜義、元プロ野球選手
- 5月4日 - 稲生美紀、グラビアアイドル
- 5月4日 - 南波雅俊、TBSアナウンサー
- 5月6日 - 大島みづき、グラビアアイドル・歌手
- 5月7日 - 森本貴幸、サッカー選手
- 5月7日 - 島崎麻衣、グラビアアイドル
- 5月8日 - 小澤司、サッカー選手
- 5月9日 - 徳永えり、女優
- 5月9日 - 伊奈龍哉、元プロ野球選手
- 5月9日 - 近藤好美、声優、モデル
- 5月9日 - 雅千夏、タレント、歌手
- 5月9日 - 大木文香、アナウンサー
- 5月10日 - 西村みずほ、グラビアアイドル
- 5月10日 - 栃下有沙、タレント、女優
- 5月11日 - Ami、ボーカル、パフォーマー（Dream、E-girlsメンバー）
- 5月11日 - 金沢歩、アナウンサー
- 5月11日 - 織田かおり、歌手
- 5月12日 - 伊志嶺翔大、プロ野球選手
- 5月12日 - さつき が てんこもり、音楽家・ボカロP
- 5月12日 - 高島由香、陸上競技選手 [Web 1]
- 5月12月 - 竹内友佳、アナウンサー
- 5月14日 - 黒田エイミ、ファッションモデル
- 5月16日 - 岡部紗季子、体操選手
- 5月16日 - 菊沢竜佑、プロ野球選手
- 5月17日 - 米倉恒貴、サッカー選手
- 5月18日 - 池田達哉、サッカー選手
- 5月18日 - 伊藤竜馬、テニス選手
- 5月18日 - 梅村学人、元プロ野球選手
- 5月18日 - 瀬戸康史、俳優
- 5月18日 - 高森勇旗、元プロ野球選手、スポーツライター
- 5月19日 - 甲斐田樹里、元SDN48
- 5月19日 - 後藤あゆみ、プロボクサー
- 5月20日 - 長瀬実夕（MIYU）、歌手、元ZONEボーカル
- 5月21日 - 井道千尋、女流棋士
- 5月22日 - 大山貴世、アイドル
- 5月23日 - 薗田杏奈、ファッションモデル
- 5月24日 - 郡司あやの、女優
- 5月24日 - 粕谷由弥、俳優
- 5月24日 - 安川有、サッカー選手
- 5月27日 - 兼田カロリナ、ファッションモデル
- 5月27日 - 諏訪彩花、声優
- 5月28日 - 黒木メイサ、女優、ファッションモデル、歌手、タレント
- 5月28日 - 國吉貴博、サッカー選手
- 5月29日 - 小出早織、女優
- 5月30日 - 小野寺あゆみ、女優
- 5月31日 - 松岡佑季、俳優

#### 6月
- 6月1日 - 玉置成実、歌手
- 6月1日 - 澤田南、タレント、元気象キャスター
- 6月2日 - 齋藤彩夏、声優
- 6月2日 - 原大輝、プロ野球選手
- 6月2日 - 岩沼俊介、サッカー選手
- 6月2日 - 乾貴士、サッカー選手
- 6月3日 - 三浦翔平、俳優
- 6月3日 - 柳下大、俳優、D-BOYS
- 6月3日 - 沢菜々子、グラビアアイドル
- 6月3日 - 中川朋美、グラビアアイドル
- 6月4日 - 伊集院峰弘、元プロ野球選手
- 6月4日 - 永木亮太、サッカー選手
- 6月4日 - 漆原輝、NHKアナウンサー
- 6月5日 - おばたのお兄さん、お笑いタレント
- 6月5日 - 森脇ゆか、ファッションモデル、グラビアアイドル
- 6月5日 - 植田萌子、テレビ東京アナウンサー
- 6月6日 - 斎藤佑樹、プロ野球選手、タレント
- 6月6日 - 真田春香、AV女優
- 6月7日 - 吉田早希、グラビアアイドル
- 6月7日 - 木村珠莉、声優
- 6月9日 - 若林舞衣子、プロゴルファー
- 6月10日 - 山本大明、元プロ野球選手
- 6月11日 - 新垣結衣、女優、歌手、女性ファッションモデル、グラビアアイドル、女性タレント、声優
- 6月11日 - 木村文子、ハードル競走
- 6月11日 - 浜崎りお、AV女優
- 6月12日 - 林﨑遼、プロ野球選手
- 6月13日 - 古屋敬多、Lead
- 6月13日 - 生田竜聖、フジテレビアナウンサー
- 6月14日 - 森辰夫、野球選手
- 6月14日 - 濱田恵理子、ミュージカル俳優。元バレエダンサー
- 6月15日 - 石田未来、女優、グラビアアイドル
- 6月16日 - 大嶺祐太、プロ野球選手
- 6月17日 - 馬場徹、俳優
- 6月19日 - 小堀正博、俳優
- 6月19日 - 遠野千夏、タレント、グラビアアイドル
- 6月20日 - May J.、歌手
- 6月21日 - 蜜井とわ、AV女優
- 6月22日 - 植原卓也、俳優
- 6月22日 - 加藤ミリヤ、歌手
- 6月22日 - 小林亮太、サッカー選手
- 6月22日 - 小谷野顕治、サッカー選手
- 6月22日 - 森矢カンナ、ファッションモデル、タレント、女優
- 6月24日 - 後藤静香、タレント
- 6月24日 - 小池翔大、元プロ野球選手
- 6月25日 - 齊藤夢愛、アイドル、グラビアアイドル
- 6月25日 - 杉本友莉亜、女優
- 6月25日 - 結城洋平、俳優
- 6月26日 - 中西里菜、元AKB48
- 6月26日 - 春野恵、タレント
- 6月27日 - 福島千里、陸上競技選手
- 6月27日 - 久冨慶子、テレビ朝日アナウンサー
- 6月27日 - ZAZY、お笑い芸人
- 6月28日 - 近藤唯、声優
- 6月28日 - 分島花音、歌手、チェリスト
- 6月28日 - 濱田岳、俳優
- 6月29日 - 村井良大、俳優
- 6月30日 - 中尾明慶、俳優
- 6月30日 - 白川大輔、元プロ野球選手

#### 7月
- 7月2日 - 小泉麻耶、アイドル、グラビアアイドル
- 7月2日 - 大抜亮祐、元プロ野球選手
- 7月2日 - ゆゆうた、YouTuber、ミュージシャン、ピアニスト、ゲーム実況者
- 7月3日 - 斎藤康貴、テレビ朝日アナウンサー
- 7月4日 - 海宝直人、俳優
- 7月4日 - 木村啓太、俳優
- 7月4日 - 落合ゆき、AV女優
- 7月5日 - 植村祐介、元プロ野球選手
- 7月5日 - 平野早香、タレント
- 7月6日 - 石田たくみ、お笑いタレント（カミナリ）
- 7月7日 - 東海孝之助、俳優
- 7月7日 - 春風えみ、AV女優
- 7月7日 - モカ、AV女優
- 7月8日 - 若ノ鵬寿則、元大相撲力士
- 7月8日 - 美花ぬりぇ、AV女優
- 7月8日 - 國定拓弥、歌手（新選組リアン）
- 7月8日 - 高山薫、サッカー選手
- 7月9日 - 鈴木奈々、ファッションモデル
- 7月10日 - 森島孝浩、プロレスのレフェリー
- 7月10日 - 花形綾沙、女優
- 7月11日 - 井口裕香、声優
- 7月11日 - 尾中博俊、プロ野球選手
- 7月11日 - 武田英二郎、サッカー選手
- 7月11日 - 戸島花、元SDN48、AKB48
- 7月12日 - 種田梨沙、声優
- 7月12日 - 有町紗央里、女子サッカーリーグ
- 7月13日 - 渋谷飛鳥、女優
- 7月13日 - 仁藤拓馬、元プロ野球選手
- 7月13日 - 鴨志田道秋、お笑いタレント（シャンゼリーゼ）
- 7月15日 - 藤井美菜、女優
- 7月15日 - 狩野舞子、バレーボール選手
- 7月15日 - 黒川きらら、AV女優
- 7月16日 - 佐久間信子、タレント、ファッションモデル
- 7月16日 - 加護範子、AV女優
- 7月17日 - 浅田舞、フィギュアスケート選手
- 7月17日 - 瞳めい、AV女優
- 7月17日 - 姫ちゃん、キャバクラ嬢、お笑い芸人
- 7月19日 - 松下一郎、プロ野球選手
- 7月20日 - 松元恵美、ミュージカル俳優
- 7月20日 - 篠山竜青、バスケットボール選手
- 7月21日 - 榎下陽大、プロ野球選手
- 7月22日 - 千家典子、日本の元皇族、高円宮家の次女
- 7月22日 - 吉高由里子、女優、タレント
- 7月22日 - 伊藤百合南、グラビアアイドル、アイドルユニット・ピュアリティーズ・メンバー
- 7月22日 - 保泉沙耶、女優
- 7月22日 - 小豆畑眞也、プロ野球選手
- 7月23日 - PIRIKA、キックボクサー
- 7月23日 - 福田永将、プロ野球選手
- 7月24日 - 伊藤翔、サッカー選手
- 7月25日 - 西洋亮、俳優
- 7月25日 - 松下唯、元SKE48
- 7月26日 - 秋元才加、タレント、元AKB48
- 7月26日 - 原田百合果、ピポ☆エンジェルズ
- 7月26日 - 大竹秀義、プロ野球選手
- 7月26日 - 近江友里恵、NHKアナウンサー
- 7月27日 - 両角公佑、カーリング選手
- 7月27日 - 小野航平、プロアイスホッケー選手
- 7月28日 - 加藤奈月、競艇選手
- 7月28日 - 仲村宗悟、声優、歌手
- 7月30日 - 山田大樹、プロ野球選手
- 7月31日 - 遠藤舞、元アイドリング!!!
- 7月31日 - 羽月希、AV女優
- 7月31日 - 諏訪部貴大、野球選手

#### 8月
- 8月2日 - 丸毛謙一、元プロ野球選手
- 8月5日 - 竜童、ファッションモデル
- 8月5日 - 金井美樹、元女優
- 8月5日 - 黒沢翔太、プロ野球選手
- 8月6日 - 窪田正孝、俳優、タレント
- 8月7日 - 常幸龍貴之、元大相撲力士
- 8月8日 - 庵田定夏、小説家
- 8月9日 - 上野優花、フリーアナウンサー
- 8月9日 - 三木美、声優
- 8月9日 - 山本希望[Web 2]、声優
- 8月9日 - 旭秀鵬滉規、元大相撲力士
- 8月9日 - 山本紘之、アナウンサー
- 8月10日 - 友稀サナ、女優
- 8月10日 - HARUNA、SCANDAL(ヴォーカル＆ギター担当)
- 8月10日 - 今井翔馬、NHKアナウンサー
- 8月11日 - 河原亜依、AI-SACHI
- 8月11日 - 森越祐人、プロ野球選手
- 8月11日 - 寺島惇太、声優
- 8月13日 - 冨岡美沙子、声優
- 8月15日 - 吉原大史、俳優
- 8月15日 - 清水良太郎、俳優、ものまねタレント
- 8月15日 - 萩原紀子、元FANTASISTA
- 8月15日 - 前田陽菜、AV女優
- 8月16日 - 高部あい、元声優、元女優、元タレント
- 8月16日 - 國母和宏、スノーボード選手
- 8月16日 - 太田裕哉、プロ野球選手
- 8月17日 - 戸田恵梨香、女優、タレント、声優
- 8月17日 - 舞川あいく、ファッションモデル
- 8月17日 - 日向ひかる、AV女優
- 8月18日 - 青狼武士、大相撲力士
- 8月18日 - 安藤翔、アナウンサー
- 8月19日 - 鎌田奈津美、グラビアアイドル
- 8月19日 - 熊谷豪士、プロアイスホッケー選手
- 8月20日 - 鍵本輝、Lead
- 8月20日 - 佐津川愛美、女優
- 8月20日 - 宮崎亮、プロボクサー
- 8月21日 - 絵仁、女優、歌手、ダンサー
- 8月21日 - 井上公志、プロ野球選手
- 8月24日 - 吉田麻也、サッカー選手
- 8月24日 - DASH・チサコ、女子プロレスラー
- 8月25日 - 長沢駿、サッカー選手
- 8月26日 - 佐藤賢治、元プロ野球選手
- 8月26日 - 坂ノ上朝美、女優、タレント、グラビアモデル
- 8月27日 - 萱野未久、元女子プロ野球選手
- 8月27日 - 太田あゆみ、元女子プロ野球選手
- 8月27日 - 安村直樹、アナウンサー
- 8月28日 - 梶谷隆幸、プロ野球選手
- 8月28日 - 大谷龍次、元プロ野球選手
- 8月29日 - 小柳友、俳優
- 8月29日 - 今村美穂、AV女優
- 8月30日 - JYONGRI、歌手
- 8月31日 - 里久鳴祐果、アイドル

#### 9月
- 9月1日 - 石山泰稚、プロ野球選手
- 9月1日 - 金園英学、サッカー選手
- 9月1日 - 吉川拓也、サッカー選手
- 9月1日 - 新地梨絵、女優
- 9月2日 - 塚原佳代子、バレーボール選手
- 9月2日 - 加藤慶祐、俳優
- 9月2日 - 福泉敬大、プロ野球選手
- 9月3日 - 河愛杏里、AV女優
- 9月4日 - 重盛さと美、アイドル、タレント
- 9月4日 - 武川アイ、シンガーソングライター
- 9月4日 - 戸田亮、プロ野球選手
- 9月4日 - 大谷真徳、野球選手
- 9月5日 - 加賀美希昇、元プロ野球選手
- 9月5日 - 松原優吉、サッカー選手
- 9月5日 - 野田明弘、サッカー選手
- 9月6日 - 藤田玲、俳優、アーティスト
- 9月6日 - 塩見貴洋、プロ野球選手
- 9月7日 - 佐藤大基、サッカー選手（+ 2010年）
- 9月8日 - 中田唯、ファッションモデル
- 9月8日 - 金藤理絵、競泳選手
- 9月8日 - ゆーびーむ☆、お笑いタレント
- 9月9日 - 中村静香、女優
- 9月9日 - 加隈亜衣、声優
- 9月9日 - 清水理沙、声優
- 9月9日 - 下野佐和子、プロレスラー
- 9月10日 - 女池さゆり、AV女優
- 9月10日 - 徳島えりか、日本テレビアナウンサー
- 9月12日 - 高瀬悠、ミュージカル俳優
- 9月12日 - 宮田聡子、ファッションモデル
- 9月13日 - 木村文紀、プロ野球選手
- 9月13日 - 七瀬たまき、AV女優
- 9月13日 - 辻井伸行、ピアニスト
- 9月14日 - 宮田俊哉、Kis-My-Ft2
- 9月14日 - さな、タレント、元お笑い芸人
- 9月14日 - 北村花絵、アナウンサー
- 9月14日 - 小田あさ美、グラビアアイドル
- 9月14日 - 中村映里子、女優
- 9月14日 - 秦佐和子、声優、元SKE48
- 9月14日 - 石上静香、声優
- 9月14日 - 友田彩也香、AV女優、歌手、恵比寿マスカッツ
- 9月15日 - 小澤慎一朗、お笑い芸人（ピスタチオ）
- 9月16日 - 長谷川静香、声優・タレント
- 9月16日 - 山口美羽、女優
- 9月16日 - 多岐川華子、女優、タレント
- 9月16日 - 田中こなつ、タレント
- 9月16日 - 山口美羽、タレント
- 9月16日 - 竹内まなぶ、お笑いタレント（カミナリ）
- 9月17日 - 田中優夏、タレント・ファッションモデル
- 9月17日 - 北条佳奈、女優
- 9月17日 - 関口アナン、俳優
- 9月18日 - 近野成美、タレント
- 9月18日 - 一戸愛子、ファッションモデル
- 9月18日 - 水沢愛音、AV女優
- 9月18日 - 杉田祐一、テニス選手
- 9月18日 - 福田彩乃、ものまねタレント
- 9月19日 - 清水彩花、女優
- 9月20日 - 佐藤千亜妃、女優
- 9月20日 - 佐藤ありさ、ファッションモデル
- 9月20日 - 大本彩乃、Perfume
- 9月20日 - 南里美希、ファッションモデル
- 9月20日 - 奥田達朗、サッカー選手
- 9月20日 - 岸田あさみ、アナウンサー
- 9月20日 - 山神明理、気象予報士
- 9月21日 - Aira Mitsuki、歌手
- 9月21日 - 石丸奈菜美、女優
- 9月21日 - 竹内美優、声優
- 9月23日 - 木村了、俳優
- 9月23日 - 堂上直倫、プロ野球選手
- 9月23日 - KAIRI、プロレスラー
- 9月23日 - 優木なお、AV女優
- 9月24日 - 久木田紳吾、サッカー選手
- 9月24日 - 江沼郁弥、ミュージシャン、plenty
- 9月24日 - 日向藍子、プロ雀士
- 9月25日 - 伊瀬茉莉也[Web 3]、声優
- 9月25日 - 豊田果歩、タレント
- 9月26日 - 黒木マリナ、女優
- 9月26日 - 鹿谷弥生、グラビアアイドル
- 9月26日 - 大野雄大、プロ野球選手
- 9月26日 - 久保裕一、サッカー選手
- 9月27日 - 小口ひとみ、アナウンサー
- 9月27日 - 多田あさみ、女優
- 9月28日 - 橋本良平、社会人野球選手、元プロ野球選手、
- 9月28日 - ホラン千秋、女優
- 9月28日 - 原田真利、女子プロレスラー
- 9月28日 - 野田隆之介、サッカー選手
- 9月28日 - 中村大輝、タレント
- 9月28日 - 瀬戸英里奈、声優
- 9月29日 - 横山龍之介、元プロ野球選手
- 9月29日 - 星野香織、タレント
- 9月29日 - 西原圭大、プロ野球選手
- 9月30日 - 藤井亮太、プロ野球選手

#### 10月
- 10月2日 - 愛衣、グラビアアイドル
- 10月2日 - 明日花キララ、AV女優
- 10月2日 - 上田剛史、プロ野球選手
- 10月2日 - 小野生奈、女子競艇選手
- 10月3日 - 小西美希、ファッションモデル、女優
- 10月3日 - 中村宝子、陸上競技選手
- 10月3日 - 鷲谷修也、野球選手
- 10月3日 - ニャロメロン、漫画家
- 10月3日 - 石原卓、サッカー選手
- 10月4日 - 森絵梨佳、ファッションモデル、グラビアアイドル
- 10月4日 - 福田麻貴（お笑いトリオ、3時のヒロイン）
- 10月5日 - 糸谷哲郎、将棋棋士
- 10月5日 - 齋藤博樹、元騎手
- 10月6日 - 堀北真希、元女優、元タレント
- 10月6日 - 大山暁史、プロ野球選手
- 10月6日 - 下平匠、サッカー選手
- 10月6日 - 小島綾香、グラビアアイドル
- 10月7日 - 澤田亜紀、フィギュアスケート選手
- 10月7日 - 斉藤麻衣、女優
- 10月7日 - 斎藤真美、朝日放送テレビアナウンサー
- 10月7日 - 村田和哉、サッカー選手
- 10月7日 - 中島歩、俳優
- 10月9日 - 柳田悠岐、プロ野球選手
- 10月10日 - 大石達也、プロ野球選手
- 10月11日 - 愛実、いもうと
- 10月11日 - 益田圭太、俳優
- 10月11日 - 泉里香、ファッションモデル、女優
- 10月12日 - まつながひろこ、アイドル
- 10月12日 - 水嶋あずみ、AV女優
- 10月12日 - 山本翔也、プロ野球選手
- 10月13日 - 澤山璃奈、ファッションモデル、スケート選手
- 10月14日 - 青山愛、テレビ朝日アナウンサー
- 10月15日 - 益荒海幸太、元大相撲力士
- 10月15日 - 亀澤恭平、プロ野球選手
- 10月17日 - 大島優子、女優、元AKB48
- 10月17日 - 松坂桃李、俳優
- 10月17日 - 相羽あいな、声優、歌手
- 10月18日 - 小林裕紀、サッカー選手
- 10月18日 - SAKI、歌手（Cyntia）
- 10月19日 - 日笠麗奈、ファッションモデル
- 10月19日 - 西山慶樹、バレーボール選手
- 10月19日 - 星野雄大、プロ野球選手
- 10月20日 - 新垣里沙、元モーニング娘。
- 10月20日 - 足助美岐子、タレント
- 10月21日 - 高橋由真、ファッションモデル
- 10月23日 - 北村明子、フィギュアスケート選手
- 10月24日 - 櫻川めぐ、声優
- 10月25日 - 前田綾香、声優
- 10月25日 - 安孫子充裕、陸上競技選手
- 10月27日 - 長妻樹里、声優
- 10月27日 - 日高舞、新体操選手
- 10月28日 - 中浜奈美子、女優
- 10月28日 - 菜々緒、ファッションモデル、レースクイーン
- 10月28日 - 益田詩歩、野球選手
- 10月28日 - 川西翔太、サッカー選手
- 10月29日 - 浅本美加、タレント
- 10月29日 - 長谷川アーリアジャスール、サッカー選手
- 10月30日 - 階戸瑠李、女優、モデル（+ 2020年[Web 4][Web 5][Web 6]）
- 10月31日 - 青木英李、タレント

#### 11月
- 11月1日 - 福原愛、卓球選手
- 11月1日 - 田中将大、プロ野球選手
- 11月3日 - 坪井安奈、タレント
- 11月3日 - 松澤傑、俳優
- 11月3日 - そらる、歌手、After the Rain
- 11月4日 - 畠山智妃、元SDN48
- 11月5日 - 原紗友里、声優・LISPのメンバー
- 11月7日 - 金彩華、フィギュアスケート選手
- 11月8日 - 河野弘樹、俳優
- 11月8日 - 田島穂奈美、女優
- 11月9日 - 草場恵、元グラビアアイドル
- 11月10日 - 杉浦加奈、ファッションモデル、アイドル
- 11月11日 - 小松未可子 、声優
- 11月11日 - 谷ちあき、ファッションモデル
- 11月12日 - 遼花 、歌手
- 11月12日 - 藤森麻由、アイドル
- 11月14日 - 星井七瀬、歌手、女優、声優
- 11月14日 - 杉林沙織、女優・元フルーツポンチ
- 11月14日 - 福井理人、サッカー選手
- 11月14日 - 千代大龍秀政、大相撲力士
- 11月14日 - 大野拓朗、俳優
- 11月15日 - 渡部風、俳優
- 11月15日 - 小島慎也、チェスプレーヤー
- 11月16日 - 宮田和希、元プロ野球選手
- 11月16日 - 髙橋萌木子、陸上競技選手
- 11月16日 - 上田初美、女流棋士
- 11月16日 - 髙橋朋己、プロ野球選手
- 11月19日 - 尾藤竜一、元プロ野球選手
- 11月20日 - 中村一太、ミュージシャン、plenty
- 11月21日 - れいか、グラビアアイドル
- 11月21日 - 岡田円、女子総合格闘家
- 11月21日 - 小春、チャラン・ポ・ランタン、歌手
- 11月22日 - 加藤千尋、バレーボール選手
- 11月22日 - 佐藤由加理、元SDN48、AKB48
- 11月22日 - 清水ゆう子、グラビアアイドル
- 11月22日 - 池ノ内亮介、プロ野球選手
- 11月23日 - 板垣あずさ、グラビア出身のAV女優
- 11月23日 - 竹下百合子、カヌー選手
- 11月23日 - ラフルアー宮澤エマ、タレント
- 11月25日 - 清水圭介、サッカー選手
- 11月25日 - みづきまい、グラビアアイドル
- 11月25日 - 和久田麻由子、NHKアナウンサー
- 11月26日 - 生田善子、声優
- 11月26日 - 小林優美、ファッションモデル
- 11月26日 - 北篤、プロ野球選手
- 11月26日 - 入野貴大、プロ野球選手
- 11月26日 - 倉田秋、サッカー選手
- 11月26日 - 與真司郎、AAA
- 11月28日 - 宇治川麗菜、グラビアアイドル
- 11月28日 - 藤春廣輝、サッカー選手
- 11月29日 - 下釜千昌、声優
- 11月29日 - 河上隆一、プロレスラー
- 11月29日 - 三輪麻未、ファッションモデル
- 11月30日 - 井上優里菜、アイドル
- 11月30日 - 瀬口拓弥、サッカー選手

#### 12月
- 12月1日 - 倉咲ゆう、AV女優
- 12月3日 - 吉川まりあ、タレント
- 12月3日 - 川谷絵音、indigo la End及びゲスの極み乙女。のボーカリスト・ギタリスト
- 12月3日 - 周防ゆきこ、AV女優
- 12月4日 - azusa、シンガーソングライター
- 12月4日 - 誠子、お笑いタレント (尼神インター)
- 12月4日 - 渡部優衣、声優
- 12月5日 - 熊谷知花、女優
- 12月5日 - 小山雄輝、プロ野球選手
- 12月5日 - 宇津木瑠美、サッカー選手
- 12月5日 - 塩谷司、サッカー選手
- 12月5日 - 石田直裕、将棋棋士
- 12月6日 - 石井琴里、アイドル
- 12月6日 - 島﨑信長[Web 7]、声優
- 12月7日 - 黒木桃子、ファッションモデル
- 12月8日 - 乾真大、プロ野球選手
- 12月12日 - 小林祐梨子、陸上競技選手
- 12月12日 - 宮﨑敏郎、プロ野球選手
- 12月12日 - 中元勇作、プロ野球選手
- 12月13日 - 中山卓也、俳優
- 12月14日 - 坂本勇人、プロ野球選手
- 12月14日 - 村瀬歩、声優
- 12月15日 - 鈴木敦、政治家（衆議院議員）
- 12月16日 - 駒谷仁美、元SDN48、AKB48
- 12月16日 - 喜多丘千陽、声優
- 12月16日 - 森林永理奈、アイドル
- 12月16日 - 長岡大雅、アナウンサー
- 12月17日 - 高梨臨、女優、タレント
- 12月17日 - 江里口匡史、陸上競技選手
- 12月18日 - 原千晶、フリーアナウンサー
- 12月19日 - 松山まみ、女優
- 12月19日 - 藤岡康太、騎手（+ 2024年）
- 12月19日 - 濵田崇裕、アイドル（WEST.）
- 12月20日 - 山下翔央、俳優
- 12月20日 - 麻生希、AV女優
- 12月20日 - 岩本和真、プロアイスホッケー選手
- 12月21日 - 武田奈也、フィギュアスケート選手
- 12月21日 - 上田悠一郎、俳優
- 12月21日 - 松浦拓弥、サッカー選手
- 12月22日 - 愛河姫奈、タレント
- 12月23日 - 亀井絵里、元モーニング娘。
- 12月23日 - 樫野有香、Perfume
- 12月23日 - 山中達也、元プロ野球選手
- 12月23日 - 阿部俊人、プロ野球選手
- 12月24日 - Shihomi、ファッションモデル
- 12月24日 - 希島あいり、AV女優、モデル、女優、タレント、恵比寿マスカッツメンバー
- 12月25日 - 中山麻聖、俳優
- 12月25日 - 浜中俊、騎手
- 12月25日 - 小祝麻里亜、ファッションモデル
- 12月26日 - 森田彩華、女優
- 12月26日 - 能登有沙、タレント・StylipS
- 12月26日 - 古谷静佳、声優
- 12月26日 - 佐藤かよ、ファッションモデル、タレント
- 12月27日 - 山田大記、サッカー選手
- 12月28日 - 倉里麻未、グラビアアイドル、ピュアリティーズ
- 12月28日 - 豊田裕也、俳優
- 12月28日 - 桐江杏奈、女優、声優
- 12月31日 - 木下紗佑里、フリーダイビング選手、世界記録保持者（+ 2019年）

#### 誕生日不明
- 小谷静香 - タレント

### 人物以外
- 4月20日 - トウカイテイオー、競走馬（+ 2013年）